# 1-й Красносельский переулок
Пе́рвый Красносе́льский переу́лок — улица в центре Москвы в Красносельском районе от Верхней Красносельской улицы.

## Происхождение названия
Самый старый из одноимённых номерных переулков, с XVII до конца XIX века назывался просто Красносельский — по примыканию к Красносельской улице. Название последней возникло в XVIII веке по дворцовому Красному Селу, известному с XIV века и вошедшему в состав Москвы в XVIII веке.

## Описание
1-й Красносельский переулок проходит от Верхней Красносельской улицы на северо-восток параллельно Краснопрудной улице, затем под Русаковской эстакадой, параллельно Русаковской улице и, не доходя до железнодорожной соединительной линии, заканчивается тупиком.

## Здания и сооружения
- Дом 9 — спортивный комплекс «Коралл».